# Gorjani
Gorjani (maďarsky Gara, německy Gerendau nebo Görrach) jsou vesnice a správní středisko stejnojmenné opčiny v Chorvatsku v Osijecko-baranjské župě. Nachází se asi 10 km severozápadně od Đakova a asi 32 km jihozápadně od Osijeku. V roce 2011 žilo v celé opčině 1 591 obyvatel, z toho 1 008 v Gorjanech a 583 v připadající vesnici Tomašanci.
Územím opčiny prochází dálnice A5 a župní silnice Ž4106, Ž4128, Ž4238 a Ž4239.